# Kevin Conway (színművész)
Kevin John Conway (New York, 1942. május 29. – New York, 2020. február 5.) amerikai színész.

## Filmjei
Mozifilmek
- Az ötös számú vágóhíd (Slaughterhouse-Five) (1972)
- A Portnoy-kór (Portnoy's Complaint) (1972)
- Ö.K.Ö.L. (F.I.S.T.) (1978)
- Édenkert a sikátorban (Paradise Alley) (1978)
- The Funhouse (1981)
- Gyulladáspont (Flashpoint) (1984)
- Fura farm (Funny Farm) (1988)
- A hallgatag bunyós (Homeboy) (1988)
- Egy jó zsaru (One Good Cop) (1991)
- Rózsa és tövis (Rambling Rose) (1991)
- Jennifer 8 (1992)
- Gettysburg (1993)
- Gyorsabb a halálnál (The Quick and the Dead) (1995)
- A fűnyíróember 2: Jobe háborúja (Lawnmower Man 2: Beyond Cyberspace) (1996)
- Looking for Richard (1996)
- A kód neve: Merkúr (Mercury Rising) (1998)
- Beismerő vallomás (The Confession) (1999)
- Élni tudni kell (Two Family House) (2000)
- Tizenhárom nap – Az idegháború (Thirteen Days) (2000)
- Gagyi lovag (Black Knight) (2001)
- Istenek és katonák(Gods and Generals) (2003)
- Titokzatos folyó (Mystic River) (2003)
- Legyőzhetetlen (Invincible) (2006)
- Csöbörből vödörbe (Trainwreck: My Life as an Idiot) (2007)
- Is That a Gun in Your Pocket? (2016)

Tv-filmek
- A skarlát betű (The Scarlet Letter) (1979)
- Égi eszterga (The Lathe of Heaven) (1980)
- Az elefántember (The Elephant Man) (1982)
- Apa és leánya (Something About Amelia) (1984)
- Elválunk, szerelmem? (When Will I Be Loved?) (1990)
- A bűnbak (The Whipping Boy) (1994)
- Texasi krónikák: Laredo utcái (Streets of Laredo) (1995)
- Sally Hemings: Egy amerikai botrány krónikája (Sally Hemings: An American Scandal) (2000)
- Szabadtéri mulatságok (The Flamingo Rising) (2001)
- The Bronx Is Burning (2007)

Tv-sorozatok
- Miért éppen Alaszka? (Northern Exposure) (1993, egy epizódban)
- Star Trek: Az új nemzedék (Star Trek: The Next Generation) (1993, egy epizódban)
- Végtelen határok (The Outer Limits) (1995-2001, 145 epizódban)[6]
- A Donnelly klán (The Black Donnellys) (2007, tíz epizódban)
- A férjem védelmében (The Good Wife) (2009–2011, három epizódban)

## További információ
- Kevin Conway a PORT.hu-n (magyarul)
- Kevin Conway az Internetes Szinkronadatbázisban (magyarul)
- Kevin Conway az Internet Movie Database-ben (angolul)
- Kevin Conway a Rotten Tomatoeson (angolul)